# Magnus Schmitz
Magnus Thedor Schmitz, född 15 juni 1973 i Höganäs, är en svensk skådespelare.

## Biografi
Schmitz gick ut Teaterhögskolan i Malmö 2001 och har sedan dess arbetat bland annat på Dramaten, Teater Västmanland och Malmö Dramatiska Teater. I Malmö har han bland annat varit med i pjäserna Före detta (2001/02), Den goda människan i Sezuan (2003/04), Malmöiter (2003/04), Lyckad landning? (2003/04), Utsikt från en bro (2004/05), Tartuffe (2005/06), Festen (2006/07), Jösses flickor – Återkomsten (2008/09), China (2008/09), Nysningen (2009/10), All we need is love (2009/10) och Ingvar! - en musikalisk möbelsaga (2010/11).
På Barnkanalen spelar han spöket Lazslo i programmet Spökpatrullen, och nu senast i Mysteriet på Barnkanalen.
Han har även medverkat i tv, film och radio samt varit scentekniker vid Stora teatern i Göteborg.

## Filmografi (i urval)
- 2002 – Stackars Tom (miniserie)
- 2006 – Sista dagen
- 2011 – Bron (TV-serie)
- 2012 – Som en Zorro (novellfilm)
- 2015 – Det borde finnas regler
- 2020 – Jakten på en mördare (TV-serie)
- 2022 – Tunna blå linjen (TV-serie)
- 2022 – Länge leve bonusfamiljen
- 2023 – Beck – Dödläge
- 2023 – Sanningen (TV-serie)
- 2024 – Düsseldorf, Skåne
- 2024 – Beck – Vilhelm

## Teater

### Roller (ej komplett)
| År   | Roll                          | Produktion                                                            | Regi             | Teater                  |
| ---- | ----------------------------- | --------------------------------------------------------------------- | ---------------- | ----------------------- |
| 2001 | Demetrius En av Oberons älvor | En midsommarnattsdröm (A Midsummer Night's Dream) William Shakespeare | John Caird       | Dramaten                |
| 2004 |                               | Utsikt från en bro (A view from the bridge) Arthur Miller             | Thomas Müller    | Malmö Dramatiska Teater |
| 2005 |                               | Tartuffe/Bedragaren (Tartuffe, ou l'Imposteur) Molière                | Ragnar Lyth      | Malmö Dramatiska Teater |
| 2007 | Christian, äldste sonen       | Festen Thomas Vinterberg, Mogens Rukov och Bo hr. Hansen              | Anders Lerner    | Malmö Dramatiska Teater |
| 2012 | Jonathan Brewster             | Arsenik och gamla spetsar (Arsenic and Old Lace) Joseph Kesselring    | Ronny Danielsson | Fredriksdalsteatern     |